# Emil Hojnoš
Emil Hojnoš (4. září 1924 – 11. června 2009) byl slovenský a československý politik Strany slobody a poslanec Sněmovny národů Federálního shromáždění za normalizace.

## Biografie
K roku 1976 se profesně uvádí jako výzkumný pracovník. Ve volbách roku 1976 zasedl do slovenské části Sněmovny národů (volební obvod č. 78 - Bratislava-Ružinov-jih). Mandát obhájil ve volbách roku 1981 (obvod Petržalka-Karlova Ves) a volbách roku 1986 (obvod Petržalka). Ve Federálním shromáždění setrval do ledna 1990, kdy rezignoval v rámci procesu kooptací do Federálního shromáždění po sametové revoluci.